# Campo dei Mori
Der Campo dei Mori ist ein Platz im Stadtteil Cannaregio in Venedig. Er ist benannt nach drei Statuen aus Marmor, eine vierte befindet sich nebenan an der Fondamenta dei Mori, die Orientalen mit (nachträglich hinzugefügten) Turbanen darstellen. Sie werden ins 13. / 14. Jahrhundert datiert.
Häufig wird die Meinung vertreten, die drei Statuen am Campo stellten drei griechische Brüder dar namens Rioba, Sandi und Alfani, Angehörige der Familie Mastelli, die im 12. Jahrhundert als Kaufleute nach Venedig zugezogen seien. Sie seien als „Mori“ bezeichnet worden, da sie von der Morea stammten. „Die Familie Mastelli wanderte im Jahre 1112 aus Morea nach Venedig ein. ... Das Volk vergaß durch viele Jahrhunderte diese Rückerinnerung an Morea um so weniger, als die drei eingewanderten Brüder ... drei große Statuen, plumpe Figuren in griechischem Costüme, an die Ecken ihres Hauses aufstellen ließen. ... Die Mastelli waren in Morea sehr begütert und brachten auf ihrer Flucht über das Meer noch bedeutende Reichtümer mit, die auch bei den Statuen, welche gleichsam das ganze Haus tragen, dadurch symbolisch angedeutet sind, daß jeder der drei Männer auf der Schulter eine Art Felleisen trägt, dessen kostbarer Inhalt freilich nur erraten werden kann.“
Das ist historisch so wenig beweisbar wie die alternative Deutung, es habe sich an diesem Platz eine Handelsniederlassung von Arabern (Mauren) befunden.
Zusammen mit einem Relief an der Fassade des Palazzo Mastelli an der Fondamenta Gaspari Contarini, das einen Reisenden mit einem Kamel darstellt, sind diese Statuen aber Dokumente des venezianischen Kulturkontaktes mit dem Vorderen Orient.